# Judaeo-marathi

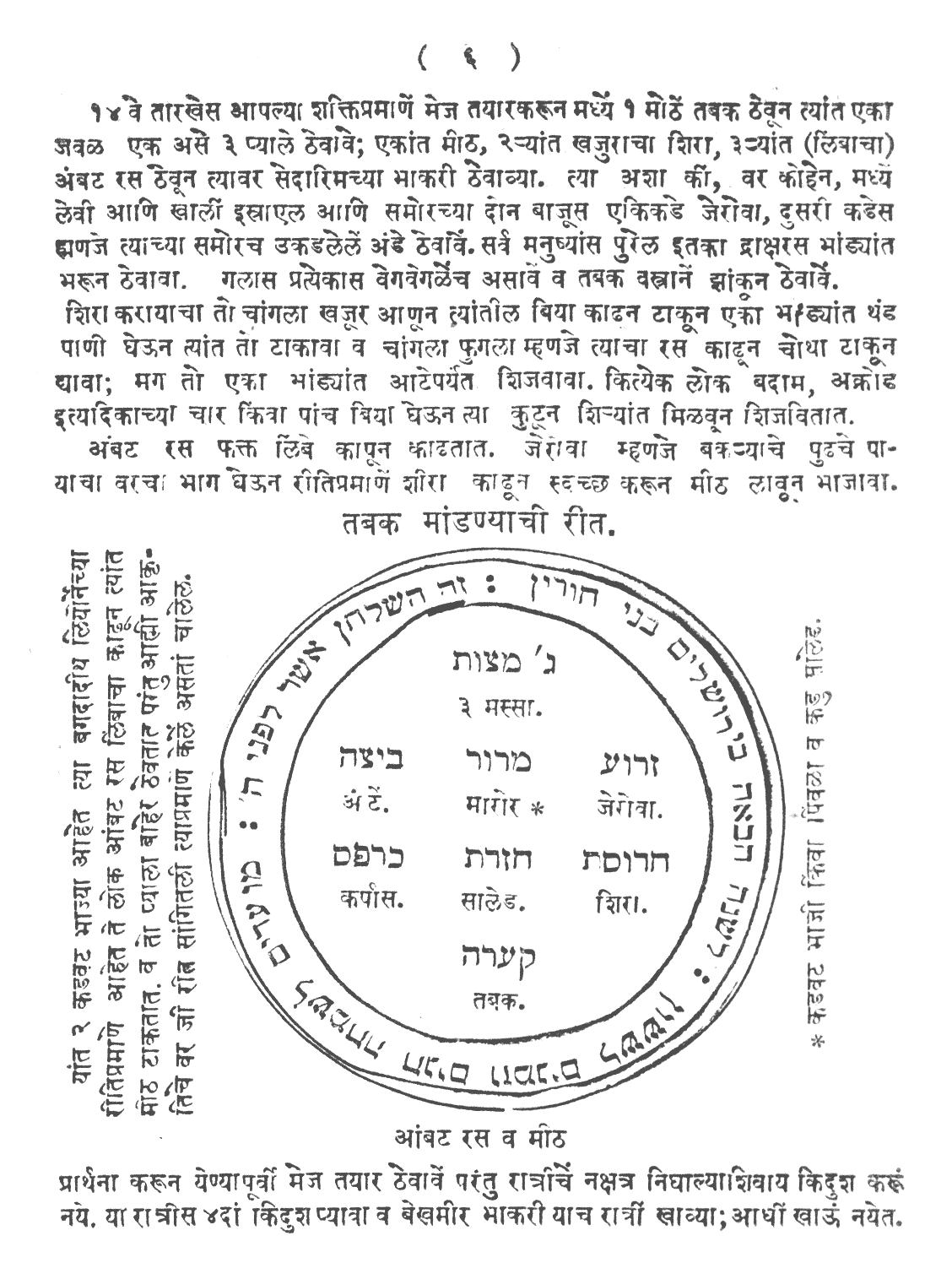
En sida av Haggada på Judaeo-marathi tryckt i Mumbai 1890.

Judaeo-marathi, dialekt av marathi talad av folkgruppen Bene Israel i Indien.